# Смедеревска јесен
Смедеревска јесен једна је од најзначајнијих пољопривредно-туристичко-привредних манифестација у Србији. Одржава се сваке године у септембру у Смедереву, са циљем да се прикажу висококвалитетни пољопривредни производи, богата туристичка понуда као и привредни потенцијал смедеревског краја.

## Историјат
Прва манифестација одржана је крајем 19. века. Године 1888. је одржана велика купопродајна изложба воћа и пољопривредних производа. До овог податка се дошло захваљујући мемоарима смедеревског трговца и индустријалца Бранка Јефремовића. Ова биографија није објављена и налази се у збирци Историјског одељења Музеја у Смедереву. Ово рачунање је започето 1988. године када је после 15 година паузе обновљена манифестација.
У гласнику „Тежак” за 1899. годину, објављено је да је од 26. до 29. септембра одржана Прва изложба грожђа и збор виноградара. 
Прва послератна Смедеревска јесен одржана је 1960. године. Тада је и први пут употребљен термин „Смедеревска јесен”, који се устаљује до данас.

## Програм
За прве три изложбе које су одржане пре Другог светског рата, централни догађај представљала је Изложба грожђа и избор виноградара. Приликом прве изложбе првог дана је одржана Свечана забава са игранком, а последњег дана изложбе приређен је банкет. У програм је била уврштена и посета винограду његовог величанства краља Србије Александра I Обреновића на Плавинцу и приватним виноградима, као и демонстрација рада са муљачом. 
После Другог светског рата, приређивање изложбе је само један сегмент у мноштву програма различитог карактера. Манифестација се условно дели на привредни, спортски, културни и забавни део.
Привредни део представља изложба грожђа, вина и воћа и осталигх привредних грана града.
Осим овог, манифестација има и низ садржаја и програма спортског, забавног и културног карактера чија бројност, садржај и квалитет варирају од манифестације до манифестације.
Године 1989, манифестација је започела свечаним дефилеом улицама града са око 500 учесника. Та пракса задржана је и до данашњих дана.
Од 2000-е уводи се и већи број програма који у свом називу имају префикс етно. У овом периоду устаљује се и програм културно-исоријске садржине који се одвија у Смедеревској тврђави. То је, пре свега, програм витешког братства „СВИБОР” и сценски прикази деспота Ђурђа Бранковића и његове породице. 
У исто време устаљује се програм пољопривредне изложбе у коме свако село смедеревског краја добија свој изложбени простор и у оквиру њега могућност за пољопривредну и етно презентацију.
Манифестација има и свој вашарски део смештен у великом граду Смедеревске тврђаве. Ту су рингишпили, шатре са храном и музиком, тезге са разноврсном робом.